# Melostrachia acuticostata
Melostrachia acuticostata är en snäckart som först beskrevs av Fulton 1907.  Melostrachia acuticostata ingår i släktet Melostrachia och familjen Camaenidae. Inga underarter finns listade i Catalogue of Life.